# Geografie van België

Reliëfkaart van België

België is een land met een oppervlakte van 30.689 km², gelegen in het noordwesten van Europa. Het grenst in het noorden aan Nederland, in het oosten aan de Bondsrepubliek Duitsland, in het zuidoosten aan het Groothertogdom Luxemburg, in het zuiden en zuidwesten aan Frankrijk; in het noordwesten aan de Noordzee.

## Breedtegraden en geografisch middelpunt
Er liggen nauwelijks twee breedtegraden tussen het meest noordelijke punt (Meerle, 51°30') en het meest zuidelijke (Torgny, 49°30'). Tussen het meest westelijke punt (De Panne, 2°33') en het meest oostelijke (Manderfeld, 6°24') van België liggen vier lengtegraden.
Het geografisch centrum van België is gelegen te Nil-Saint-Vincent (gemeente Walhain) in de provincie Waals-Brabant, op 50°38' noorderbreedte en 04°40' oosterlengte. Deze nieuwe berekeningen van het Nationaal Geografisch Instituut beroven Itter van haar titel als geografisch centrum. De vroegere berekeningen dateerden van 1919 en hielden geen rekening met de Oostkantons.

## Indeling
Geografisch kan België worden onderverdeeld in drie streken:
- Laag-België (tot 100 m hoogte),
- Midden-België (van 100 m tot 200 m hoogte) en
- Hoog-België (hoger dan 200 m).

### Laag-België
Laag-België begint in het westen met de kust, een strook van zee, zandstrand en duinen, die zich in een rechte lijn over een afstand van circa 65 km uitstrekt. Achter de kust liggen de polders, een vlak en zeer vruchtbaar land dat vroeger regelmatig door de zee werd overspoeld, maar nu is drooggelegd en door sluizen tegen de sterke getijdenwerking wordt beschermd. Tussen de westelijke polders, de Leie en de Schelde ligt de Vlaamse Laagvlakte, een zandstreek die hier en daar heuvelachtig is. In het verlengde van de Vlaamse Laagvlakte, naar het oosten toe, liggen de Kempen. Het landschap bestaat vooral uit dennenbossen, weiland en maïsvelden.

### Midden-België
Achter de Vlaamse Laagvlakte en de Kempen en geleidelijk stijgend tot Samber- en Maasvalleien, ligt Midden-België. Deze lage leemplateaus vormen de vruchtbaarste grond van België. In het sterk verstedelijkte Brabant is het Zoniënwoud nog een restant van het vroegere Kolenwoud, dat zich in de Romeinse tijd over een groot deel van het land uitstrekte. Verder omvat Midden-België in het westen Henegouwen en in het oosten Haspengouw. In deze eveneens zeer vruchtbare streken liggen grote boerderijen verscholen tussen uitgestrekte akkers en weiland.

### Hoog-België
Hoog-België is het dunstbevolkte en bosrijkste deel van het land. Het begint ten zuiden van Samber en Maas met het Condroz-plateau. Deze vruchtbare streek is vooral befaamd als toeristische trekpleister omwille van de valleien van de Maas en de Ourthe en de talrijke monumenten. Tussen de Vesder en Maas ligt het Land van Herve, dat wegens zijn rijke, vochtige kleigrond zeer geschikt is voor weiland en dus ook voor veeteelt. Ten zuiden van de Condroz bevindt zich de Fagne- en de Famennestreek; hoewel niet erg geschikt voor landbouw is ze bekend door de talrijke grotten, zoals die van Han-sur-Lesse en Remouchamps. Nog zuidelijker treffen we de Ardennen aan, een prachtig, zeer bosrijk gebied met natuurlijke loofbossen en aangeplante sparrenbossen, afgewisseld met plateaus en diepe valleien. Het hoogste punt bevindt zich op 694 m met het Signaal van Botrange.
In het meest zuidelijke gedeelte van België bevindt zich Belgisch-Lotharingen.

## Klimaat
België geniet van een gematigd zeeklimaat, met matige temperaturen, overwegend westenwinden, sterke bewolking en regelmatige neerslag.
In Laag- en Midden-België is de gemiddelde jaartemperatuur ongeveer 10 °C, de gemiddelde januaritemperatuur 3 à 4 °C en de gemiddelde julitemperatuur ongeveer 18 °C. De jaarlijkse neerslag is ongeveer 800 mm, die verspreid over alle maanden valt. Op de Ardense hoogten zijn de gemiddelde temperaturen 3 à 5 °C lager en is de neerslag 50 tot 80 % hoger. In Belgisch-Lotharingen is het klimaat milder dan in de rest van het land, vooral op de zuidelijke flank van de derde cuesta, waar men in Torgny zelfs wijngaarden heeft aangelegd.

### Opwarming
Sinds het einde van de jaren 80 van de 20e eeuw ligt de gemiddelde temperatuur ongeveer 1 graad hoger dan voorheen. Deze opwarmende trend lijkt zich voort te zetten. 2006 en 2007 braken beiden het record van het warmste jaar ooit, met respectievelijk 11,4 °C en 11,5 °C. Deze opeenvolging van warmterecords is te wijten aan een periode van extreem abnormaal hoge temperaturen die begon met juli 2006 en zich na een relatief koude augustusmaand voortzette tot en met juni 2007. De gemiddelde temperatuur over deze periode van 12 maanden ligt met 12,9 °C ruim 3 °C boven het gemiddelde van de periode 1961-1990 en er werden 3 seizoenrecords op rij gebroken: de warmste herfst ooit (13,9 °C), de warmste winter ooit (6,6 °C) en de warmste lente ooit (12,3 °C). Er sneuvelden ook vier maandrecords: de warmste julimaand ooit (23 °C), de warmste septembermaand ooit (18,4 °C), de warmste januarimaand ooit (7,2 °C) en de warmste aprilmaand ooit (14,3 °C).

Het is afwachten of deze stijging van de temperatuur zich zal voortzetten. Voorlopig duurt die nog niet lang genoeg om als klimaatverandering aangemerkt te worden.

## Basisgegevens
De volgende tabel bevat basisgegevens over de geografie van België.
| Locatie:                           | West-Europa, grenzend aan de Noordzee en liggend tussen Frankrijk en Nederland. In het oosten wordt België begrensd door Duitsland en in het zuidoosten door Luxemburg |
| Geografische coördinaten:          | 50 50 N, 4 00 O |
| Continent:                         | Europa |
| Oppervlakte (inclusief zeegebied): | totaal: 34.143 km² |
| Oppervlakte (landoppervlakte):     | totaal: 30.689 km² |
| – water:                           | 195 km² (0,64%) |
| – land:                            | 30.494 km² (99,36%) |
| Landsgrenzen:                      | totaal: 1444,5 km |
| Grenslanden:                       | Frankrijk 620 km, Duitsland 161,5 km, Luxemburg 148 km, Nederland 449,5 km |
| Kustlijn:                          | 72,3 km |
| Maritieme claims:                  | continentaal vlak: middenlijn met buren territoriale zee: 12 NM exclusieve economische streek: middenlijn met buren (tot ongeveer 68 km van de kust) |
| Klimaat:                           | gematigd; milde winters, koele zomers; regenachtig, vochtig, bewolkt |
| Terrein:                           | vlakke kustvlaktes in noordwesten, centrale glooiende heuvels, ruwe bergen in de Ardennen in het zuidoosten |
| Uitersten (hoogte):                | |
| – laagste punt:                    | Noordzee 0 m |
| – hoogste punt:                    | Signaal van Botrange, 694 m Van het Vlaams Gewest: Remersdaal, 287 m Van Antwerpen: Beerzelberg, 52 m Van Limburg: Remersdaal, 287 m Van Oost-Vlaanderen: Hotondberg, 151 m Van Vlaams-Brabant: naamloos punt bij Golflaan in Sint-Genesius-Rode, 142 m Van West-Vlaanderen: Kemmelberg, 156 m Van het Waals Gewest: Signaal van Botrange, 694 m Van Luik: Signaal van Botrange, 694 m Van Luxemburg: Baraque de Fraiture, 651 m Van Namen: Croix Scaille, 505 m Van Henegouwen: L'Escaillère, 361 m |
| Natuurlijke rijkdommen:            | steenkool, aardgas |
| Landgebruik:                       | akkerland: 25% permanente gewassen: 0% andere: 75% (1998) |
| Geïrrigeerd land:                  | 40 km² (2000), waaronder Luxemburg |
| Natuurlijke gevaren:               | overstromingen |
| Milieu - huidige kwesties:         | het milieu wordt blootgesteld aan intense druk van menselijke activiteiten: urbanisatie, uitgebreid vervoersnetwerk, de industrie, uitgebreide veeteelt en gewassencultuur; lucht- en waterverontreiniging heeft ook terugslag voor naburige landen tot gevolg; de onzekerheden betreffende federale en regionale verantwoordelijkheden hebben vooruitgang in het aanpakken van milieu-uitdagingen vertraagd                                                                                         |
| Noot:                              | handelsader van Westelijk Europa; meerderheid van West-Europese hoofdsteden binnen 1000 km van Brussel, de zetel van zowel de Europese Unie als NAVO |